# Traugott Friedrich Benedict
Traugott Friedrich Benedict (* 1756 in Annaberg; † 25. Oktober 1833 ebenda) war ein deutscher Lehrer und Altphilologe.

## Leben
Er war der Sohn eines Annaberger Kauf- und Ratsherrn. Nach dem Besuch der örtlichen Lateinschule studierte Benedict in Leipzig evangelische Theologie und Philologie, was er mit dem Erwerb des Magister-Titels abschloss. Ab 1780 hielt er an der Universität als Privatdozent Vorlesungen. 1783 konnte er seine erste Stelle als Katechet sowie Sonnabend-Prediger an St. Thomas in Leipzig antreten, wechselte aber schon im Mai als Rektor an das Lyzeum nach Torgau über. Für diesen Anlass verfasste er die Schrift: "Prolus de imaginibus, Romanae nobilitatis insignibus". Auf Grund der kriegsbedingten Schließung bzw. Verlagerung des Lyzeum Torgau 1813, auf Grund der furchtbaren Zustände in der Stadt, wechselte Benedict 1814 als Rektor an das Lyzeum seiner Heimatstadt Annaberg, wo er sodann verblieb. Am 5. Mai 1833 wurde hier sein 50-jähriges Arbeitsjubiläum mit großem Aufwand gefeiert; aus diesem Anlass erhielt er die goldene Civil-Verdienst-Medaille verliehen.
Benedict bearbeitete zahlreiche Lehrbücher, schrieb unzählige Programme sowie Schriften über Altertumswissenschaften, über Griechen und Römer, öffentliche Erziehung sowie Moral und Religion. Auch verfasste er Interpretationen lateinischer Texte.
Sein Sohn Traugott Wilhelm Gustav Benedict (1785–1862) schuf sich als Mediziner und Pädagoge einen Namen.

## Veröffentlichungen
- Observationes in Sophoclis septem tragoedias (1820)
- Thoukydidou tou Olorou peri tou Peloponnesiakou polemou biblia okto. = Thucydidis, Olori fil. De bello Peloponnesiaco libri VIII. Cum versione Latina, scholiis Graecis, et virorum doctorum animadversionibus. Ex editione Joannis Christophori Gottleberi  A.M. [et] Caroli Ludovici Baveri A.M. Accedunt commentarii critici a Traugott Freder. Benedict conscripti, et observationes criticae Ernesti Friderici Poppo. Volumen primum[-quartum] (1819)
- Commentarii critici in Thucydidis: octo libros (1815)
- Thoykydidoy toy Oloroy peri toy Peloponnésiakoy polemoy biblia októ = Thucydidis, Olori fil. de Bello Peloponnesiaco libri VIII (1819)
- Adumbratio Disputationis De Natura Dei Instituendae (1780)
- Observationes ad Euripidis Hecubam et Orestem (1824)
- M. Tvllii Ciceronis Epistolarvm Libri XVI (1790)
- Observationes ad Euripidis Orestem (1825)
- Epistolarum libri XVI (1790)
- Qvaedam Ad Evripidis Hippolytvm Notae Qvibvs Ad Orationes VIII In Schola Torgaviensi Hora III Pomeridiana D. XXII Et D. XXV Martii MDCCLXXXXVI Benivole Avdiendas Patronos Et Favtores Invitat (1792)